# Werner Kraus (Politiker)
Werner Kraus (* 14. Juni 1898 in Lüdenscheid; † 12. November 1964 in Rhumspringe) war ein deutscher Politiker (KPD) in der Weimarer Republik.

## Leben
Kraus besuchte die Volksschule und arbeitete danach als Bauarbeiter. 1923 wurde Kraus Mitglied der Kommunistischen Partei Deutschlands (KPD), für die er zunächst ehrenamtliche Funktionen ausübte. 1929 wurde er hauptamtlicher Funktionär. Er amtierte zuerst als Organisationsleiter, dann von 1931 bis 1933 als Politischer Leiter des KPD-Bezirks Pommern.
Von 1932 bis 1933 gehörte Kraus dem Preußischen Landtag an. Bei den Reichstagswahlen im März 1933 wurde er als Kandidat der KPD für den Wahlkreis 6 (Pommern) in den Reichstag gewählt. Sein Mandat konnte er jedoch aufgrund der im Februar 1933 eingeläuteten nationalsozialistischen Kommunistenverfolgung nicht mehr antreten. Am 30. März 1933 wurde ihm, wie allen KPD-Abgeordneten, das Mandat per „Gesetz“ aberkannt.
Im April 1933 übernahm Kraus die Leitung des KPD-Bezirks Ostpreußen. Später wechselte er jedoch nach seiner Verhaftung am 15. Juli 1933 in einem illegalen Quartier in Königsberg die Seiten: Er verriet Mitglieder der kommunistischen Untergrundbewegung – darunter den Schatzmeister im ZK der KPD Walter Beling – an die Gestapo. Internen Schriftverkehr der Gestapo vom September 1934 zufolge wurde „[d]as gegen Kraus eingeleitete Hochverratsverfahren […] auf Antrag der SA Obergruppe I von dem Herrn Oberreichsanwalt vorläufig eingestellt, da Kraus bei der Bekämpfung des illegalen kommunistischen Apparats sich besonders hervorgetan und auch als SA-Mann sehr gut bewährt hat.“ Der SPD-Politiker Herbert Wehner, der in den 1920er und 1930er Jahren Kommunist war, berichtet in seinen Memoiren, dass in exilkommunistischen Kreisen angenommen wurde, dass Kraus zudem den KPD-Landtagsabgeordneten Paul Grobis denunziert und „in der Haft […] für die Gestapo gewonnen“ habe. Am 2. Juni 1937 beantragte Kraus die Aufnahme in die NSDAP und wurde rückwirkend zum 1. Mai desselben Jahres aufgenommen (Mitgliedsnummer 4.862.097); in der SA erreichte er den Rang eines Sturmführers und war dort für Propaganda und Presse tätig, später wechselte er zur SS.
Hermann Weber gibt an, Kraus sei durch seine Denunziationstätigkeit „verantwortlich für die Liquidierung der illegalen KPD in Ostpreußen“ gewesen und habe dies auch selbst in einem Bericht an die Gestapo im Jahre 1936 hervorgehoben.
Nach 1945 konnte Kraus seine Vergangenheit verschleiern. Er war wieder als Arbeiter tätig und wohnte in Rhumspringe im Harz. Er war Betriebsratsvorsitzender seiner Firma und betätigte sich in der Gewerkschaft und in der Ortskrankenkasse. Obwohl er keiner Partei angehörte, war Kraus für kurze Zeit über die Liste der SPD Mitglied des Gemeinderates von Rhumspringe. 1962 erlitt er einen Schlaganfall, legte alle Ämter nieder und zog sich ins Privatleben zurück.